# Dowager Island
Dowager Island är en ö i Kanada.   Den ligger i Central Coast Regional District och provinsen British Columbia, i den sydvästra delen av landet, 3 800 km väster om huvudstaden Ottawa. Arean är 96 kvadratkilometer.
Terrängen på Dowager Island är kuperad. Öns högsta punkt är 715 meter över havet. Den sträcker sig 13,1 kilometer i nord-sydlig riktning, och 14,5 kilometer i öst-västlig riktning.
I omgivningarna runt Dowager Island växer i huvudsak barrskog.